# 251018 Liubirena
251018 Liubirena è un asteroide della fascia principale. Scoperto nel 2006, presenta un'orbita caratterizzata da un semiasse maggiore pari a 2,4477418 UA e da un'eccentricità di 0,2050419, inclinata di 1,35365° rispetto all'eclittica.